# Chloroclystis nudifunda
Chloroclystis nudifunda là một loài bướm đêm trong họ Geometridae.